# Hopea longirostrata
Hopea longirostrata är en tvåhjärtbladig växtart som beskrevs av Peter Shaw Ashton. Hopea longirostrata ingår i släktet Hopea och familjen Dipterocarpaceae. Inga underarter finns listade i Catalogue of Life.